# Степанченко Олександр Миколайович
Олекса́ндр Микола́йович Степа́нченко — молодший сержант Збройних сил України, 95-та окрема аеромобільна бригада.

## Нагороди
За особисту мужність і героїзм, виявлені у захисті державного суверенітету та територіальної цілісності України, вірність військовій присязі під час російсько-української війни нагороджений
- орденом «За мужність» III ступеня.